# Hollebalg
Hollebalg is een buurtschap in de gemeente Hollands Kroon in de provincie Noord-Holland.
De plaats ligt net ten oosten van Westerland en net ten zuidwesten van Hippolytushoef. Hollebalg is in wezen het tussenstuk dat Westerklief met Westerland en Hippolytushoef verbindt. De plaats is waarschijnlijk ontstaan nadat erbij Westerklief en Oosterklief een soort van kliffen ontstonden.
In 1913 kwam de plaats nog voor als Hollebolg. De plaatsnaam zou iets van laag liggende sloot betekenen, balg/bolg betekent sloot en met hol bedoelt men waarschijnlijk: laagliggend.
Tot 31 december 2011 behoorde Hollebalg tot de gemeente Wieringen die per 1 januari 2012 in een gemeentelijke herindeling is samengegaan tot de gemeente Hollands Kroon.
Dorpen en gehuchten: Anna Paulowna · Barsingerhorn · Breezand · Den Oever · Haringhuizen · Hippolytushoef · De Haukes · Kleine Sluis · Kolhorn · Kreil · Kreileroord · Lutjewinkel · Middenmeer · Moerbeek · Nieuwe Niedorp · Nieuwesluis · Oosterklief · Oosterland · Oude Niedorp · Slootdorp · Smerp · Stroe · De Strook · Terdiek · Tolke (deels) · Van Ewijcksluis · Vatrop · 't Veld · Verlaat (deels) · Westerklief · Westerland · Wieringerwaard · Wieringerwerf · Winkel · Zijdewind

Buurtschappen: Blokhuizen · Dam · De Belt · De Bomen · De Elft · Emaus · Gelderse Buurt · De Gest · Groetpolder · Hanedoes · De Heid · De Hoelm · Hogebieren · Hollebalg · De Kampen · Langereis (deels) · De Leijen · Lutjekolhorn · Mientbrug · Noord-Stroe · Noordburen · Noorderbuurt · De Normer · Poolland · Spoorbuurt · Tin · Vennik (deels) · Wateringskant · De Weel (deels) · De Weere · Westeinde  · Zandburen

Noord-Holland: Steden en dorpen    Nederland: Provincies · Gemeenten